# Navibank de Saïgon
Maillots
Câu lạc bô Bóng đá Navibank Sài Gòn (anglais : Navibank Sai Gon Football Club), également connu sous le nom de  Navibank Sai Gon  et familièrement en tant que  Navibank de Saïgon, était un club de football professionnel basé à Hô Chi Minh-Ville, au Viêt Nam.

## Histoire
Le club joue pour la dernière fois dans le Championnat du Viêt Nam en 2012. En octobre 2012, les nouveaux propriétaires annoncent que le club sera dissous avant le début de la saison 2013.

## Palmarès
- Championnat du Viêt Nam de D2 :
  - Champion (1) : 2008
- Coupe du Viêt Nam :
  - Vainqueur (1) : 2011
- Supercoupe du Viêt Nam :
  - Finaliste (1) : 2011

## Bilan saison par saison
| Saison      | MJ | Victoires | Nuls | Défaites | BP | BC | Diff. | Points | Position finale | Notes |
| ----------- | -- | --------- | ---- | -------- | -- | -- | ----- | ------ | --------------- | ----- |
| Saison 2011 | 26 | 9         | 7    | 10       | 36 | 37 | -1    | 34     | 8e              |       |
| Saison 2010 | 26 | 4         | 8    | 14       | 21 | 39 | -18   | 20     | 13e             |       |

## Joueurs notables
| Viêt Nam - Đoàn Việt Cường - Phan Văn Tài Em - Trần Trường Giang - Nguyễn Quang Hải - Trương Đình Luật - Phan Văn Santos |  | AFC - Nirut Surasiang |  | CAF - Vincent Bossou |  | CONCACAF - François Endene - Willis Plaza |  | CONMEBOL - Almeida - Leandro - Márcio - Ricardinho - Édison Fonseca |

## Liste des entraîneurs
Entraineurs (2009–aujourd'hui)
| Nom                | Nationalité                                     | Période   | Palmarès |
| ------------------ | ----------------------------------------------- | --------- | -------- |
| Vũ Quang Bảo       | Drapeau de la République socialiste du Viêt Nam | 2009-2010 |          |
| Phùng Thanh Phương | Drapeau de la République socialiste du Viêt Nam | 2010-2010 |          |
| Mai Đức Chung      | Drapeau de la République socialiste du Viêt Nam | 2010-2011 |          |
| Phạm Công Lộc      | Drapeau de la République socialiste du Viêt Nam | 2011-2012 |          |